# Matford Alsace V8
Pour les articles homonymes, voir Alsace (homonymie).

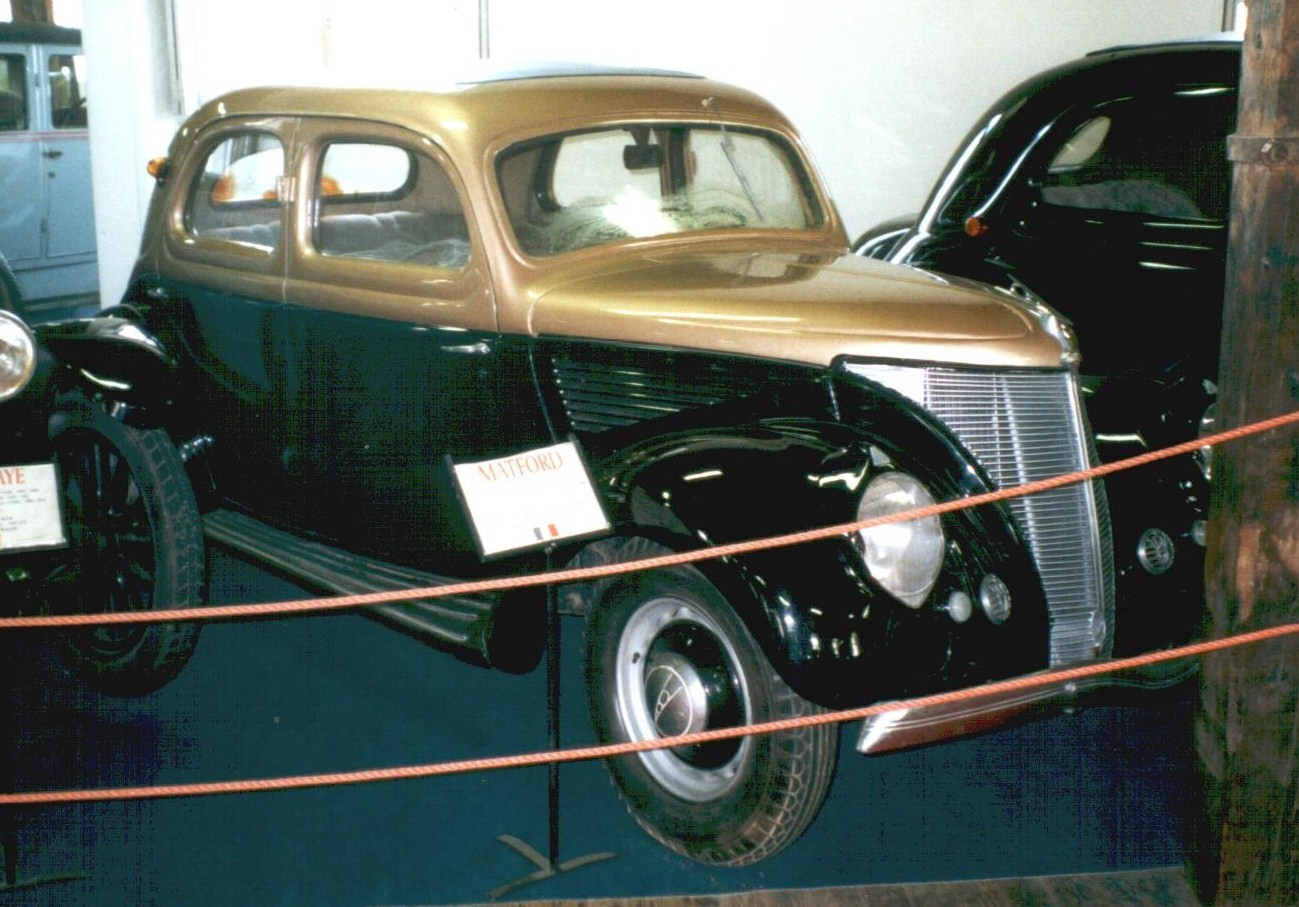
Matford 1938.

La MatFord Alsace V8 est le premier modèle automobile propre à MatFord, filiale française de Ford SAF, commercialisé en septembre 1935 avec le châssis, le moteur importé des États-Unis, un Ford V8 3,6l de 21 CV fiscaux et la carrosserie, modifiée dans sa partie arrière, de la Ford V8-48. La voiture ne connait pas de succès en raison du handicap de sa puissance fiscale, lourdement taxée en France.
Très vite, le modèle sera corrigé avec le lancement au Salon de l'automobile de Paris, en octobre 1935, le l'Alsace V8-62 13 CV, avec une carrosserie presque identique mais plus courte (l'empattement a été réduit de 10 cm) et un moteur Ford V8 de 2,2l pour respecter les 13 CV fiscaux français. L'Alsace V8 21 CV est alors renommée Alsace V8-66.
En 1936, le logo de la marque voit le "F" majuscule de MatFord remplacé par un "f" minuscule. Le nom de la marque s'écrira désormais Matford et plus MatFord.
En 1937, l'Alsace V8-62 reçoit quelques retouches esthétiques au niveau des ailes avant avec les phares encastrés. Elle est renommée V8-72. La V8-66 bénéficia de la même évolution et est renommée V8-76. Aucune évolution sur le plan mécanique ni sur la suspension désormais archaïque. Ces deux modèles existent également en version cabriolet. Cette année 1937, la production globale de Matford (automobiles et camions) s'élève à 13.849 unités.
En 1938, Matford apporte des changements importants à ses modèles. Sur la 13 CV, le pare-brise est maintenant en deux parties en coupe-vent et les ailes avant sont légèrement modifiées. Le moteur reçoit un vilebrequin renforcé et un nouveau circuit de refroidissement. La 21 CV bénéficie enfin d'une nouvelle caisse profilée sans marchepied. le constructeur abandonne les portes suicide et monte  des portes ouvrant dans le bon sens et le coffre est enfin accessible de l'extérieur. En cours d'année, Matford apporte encore d'autres retouches de détail et renomme les modèles V8-F82A et F81A. Matford propose une version break réalisée par un carrossier extérieur avec les faces latérales en bouleau vernis.
En 1939, dernière année de fabrication, Matford renomme la 13 CV V8-F92A sans apporter le moindre changement à la voiture et la 21 CV, V8-F91A avec une retouche au niveau de la calandre et l'ajout de jupes recouvrant les roues arrière.
Ces voitures sont séduisantes par leur ligne agréable et moderne. Les caractéristiques techniques sont classiques : essieux rigides à l'avant et à l'arrière, freins mécaniques, moteur à soupapes latérales.

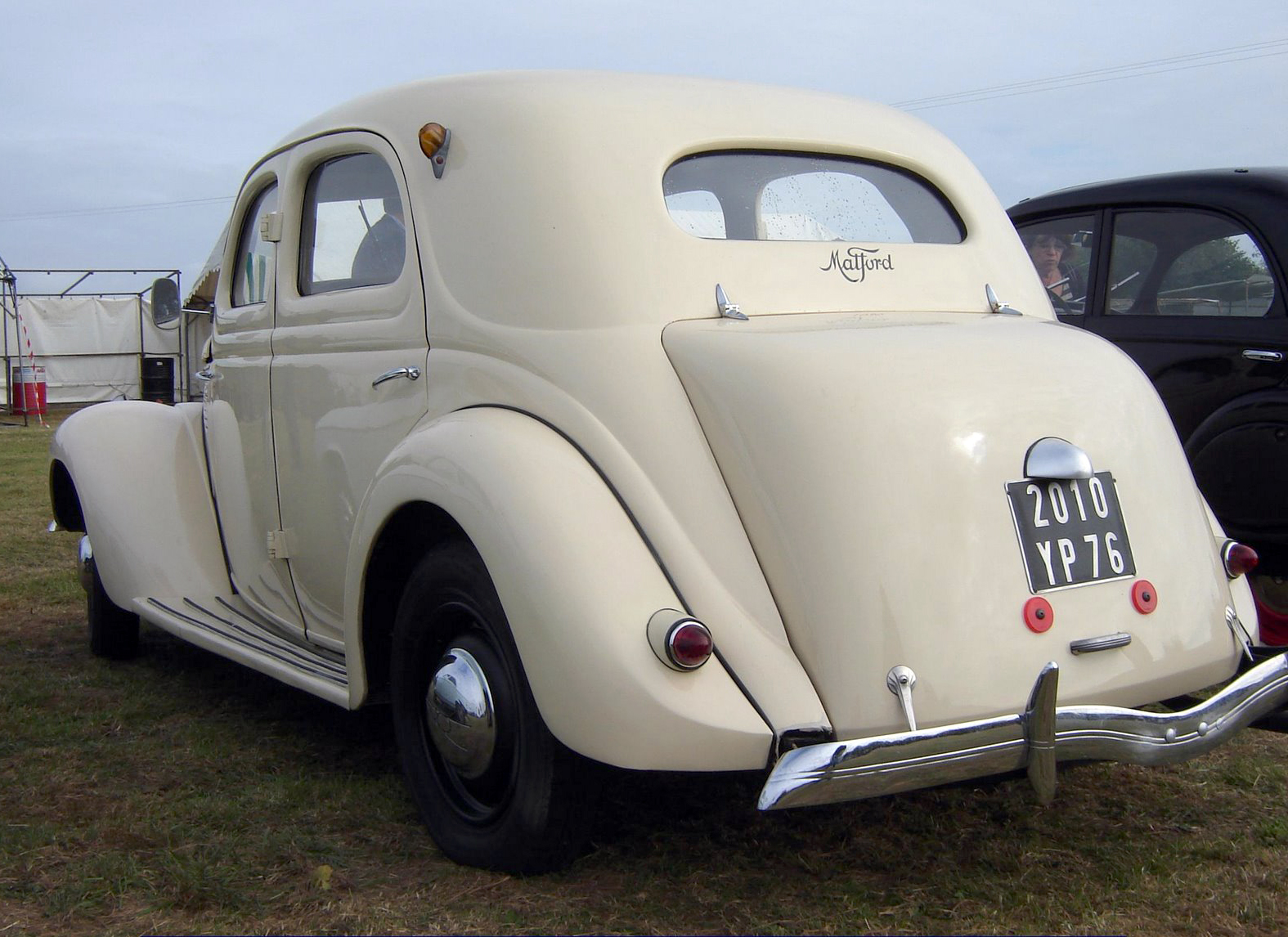
Vue arrière d'une Matford 1936.
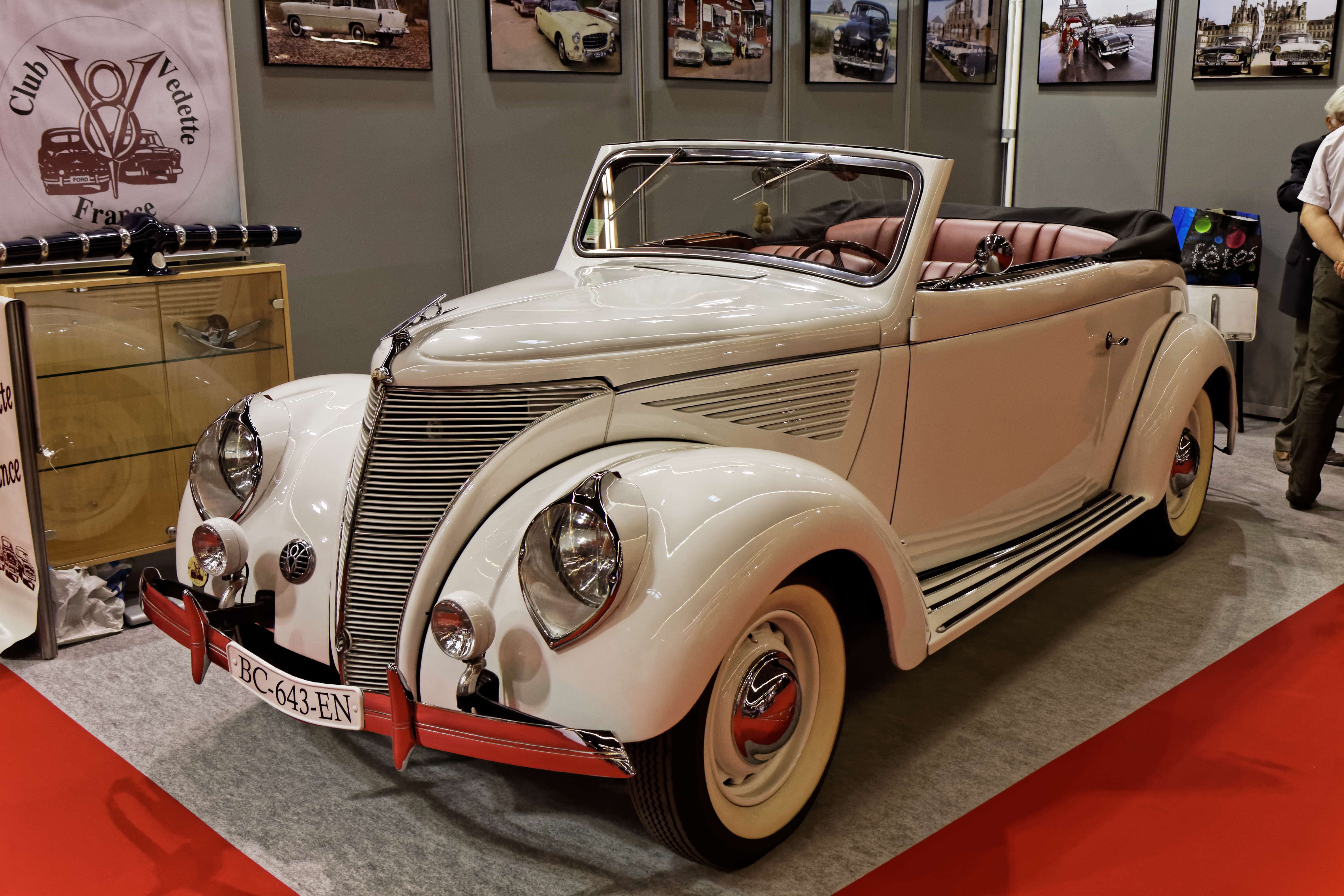
Matford 1936 décapotable.